# Funk ostentação
Il funk ostentação è uno stile musicale brasiliano, creato nel 2008, nella città di San Paolo. Si è sviluppato per la prima volta nella regione metropolitana di San Paolo e nella Baixada Santista, prima di raggiungere le proporzioni nazionali nel 2011.
I temi centrali trattati nelle canzoni si riferiscono al consumo e all'ostentazione stessa, dove la maggior parte dei rappresentanti cerca di cantare di auto, moto, bevande e altri oggetti di valore, oltre a fare spesso citazioni alle donne e al modo in cui hanno raggiunto un maggiore potere di beni materiali, esaltando l'ambizione di lasciare la favela e raggiungere gli obiettivi. Il genere nasce come alternativa alla lirica accostata dal ritmo carioca, che essenzialmente citava contenuti legati al crimine e ad una vita di sofferenza.